# Gran Premio di superbike di Magny-Cours 2021
Il Gran Premio di superbike di Magny-Cours 2021 è stato l'ottava prova del mondiale superbike del 2021. Nello stesso fine settimana si sono corsi la settima prova del campionato mondiale Supersport e la quinta prova del campionato mondiale Supersport 300.
I risultati delle gare hanno visto vincere, per quel che concerne il mondiale Superbike: Toprak Razgatlıoğlu in gara 1 ed in gara 2 e Jonathan Rea in gara Superpole.
Le gare del mondiale Supersport sono state vinte da: Dominique Aegerter in gara 1  e Manuel González in gara 2 mentre quelle del mondiale Supersport 300 sono andate entrambe a Adrián Huertas.

## Superbike gara 1

### Arrivati al traguardo
| Pos. | Nº | Pilota                | Squadra                         | Motocicletta         | Giri | Tempo     | Griglia | Punti |
| ---- | -- | --------------------- | ------------------------------- | -------------------- | ---- | --------- | ------- | ----- |
| 1º   | 54 | Toprak Razgatlıoğlu   | Pata Yamaha with Brixx          | Yamaha YZF R1        | 21   | 34'06.037 | 2º      | 25    |
| 2º   | 1  | Jonathan Rea          | Kawasaki Racing                 | Kawasaki ZX-10RR     | 21   | +4.467    | 1º      | 20    |
| 3º   | 55 | Andrea Locatelli      | Pata Yamaha with Brixx          | Yamaha YZF R1        | 21   | +10.285   | 5º      | 16    |
| 4º   | 21 | Michael Ruben Rinaldi | Aruba.it Racing - Ducati        | Ducati Panigale V4 R | 21   | +13.283   | 7º      | 13    |
| 5º   | 60 | Michael van der Mark  | BMW Motorrad                    | BMW M 1000 RR        | 21   | +15.535   | 9º      | 11    |
| 6º   | 19 | Álvaro Bautista       | Team HRC                        | Honda CBR1000 RR-R   | 21   | +17.824   | 13º     | 10    |
| 7º   | 7  | Chaz Davies           | Team GoEleven                   | Ducati Panigale V4 R | 21   | +20.067   | 10º     | 9     |
| 8º   | 47 | Axel Bassani          | Motocorsa Racing                | Ducati Panigale V4 R | 21   | +20.127   | 12º     | 8     |
| 9º   | 66 | Tom Sykes             | BMW Motorrad                    | BMW M 1000 RR        | 21   | +20.150   | 3º      | 7     |
| 10º  | 91 | Leon Haslam           | Team HRC                        | Honda CBR1000 RR-R   | 21   | +23.763   | 6º      | 6     |
| 11º  | 31 | Garrett Gerloff       | GRT Yamaha                      | Yamaha YZF R1        | 21   | +23.977   | 11º     | 5     |
| 12º  | 45 | Scott Redding         | Aruba.it Racing - Ducati        | Ducati Panigale V4 R | 21   | +38.551   | 8º      | 4     |
| 13º  | 23 | Christophe Ponsson    | Gil Motor Sport-Yamaha          | Yamaha YZF R1        | 21   | +44.742   | 15º     | 3     |
| 14º  | 53 | Esteve Rabat          | Barni Racing                    | Ducati Panigale V4 R | 21   | +45.494   | 14º     | 2     |
| 15º  | 32 | Isaac Viñales         | Orelac Racing VerdNatura        | Kawasaki ZX-10RR     | 21   | +45.612   | 16º     | 1     |
| 16º  | 94 | Jonas Folger          | Bonovo MGM Racing               | BMW M 1000 RR        | 21   | +55.985   | 18º     |       |
| 17º  | 3  | Kōta Nozane           | GRT Yamaha                      | Yamaha YZF R1        | 21   | +59.560   | 17º     |       |
| 18º  | 84 | Loris Cresson         | Outdo TPR Team Pedercini Racing | Kawasaki ZX-10RR     | 21   | +59.642   | 20º     |       |

### Ritirati
| Nº | Pilota          | Squadra                 | Motocicletta       | Giri | Griglia |
| -- | --------------- | ----------------------- | ------------------ | ---- | ------- |
| 22 | Alex Lowes      | Kawasaki Racing         | Kawasaki ZX-10RR   | 16   | 4º      |
| 36 | Leandro Mercado | MIE Racing Honda Racing | Honda CBR1000 RR-R | 7    | 19º     |

## Superbike gara Superpole

### Arrivati al traguardo
| Pos. | Nº | Pilota                | Squadra                         | Motocicletta         | Giri | Tempo     | Griglia | Punti |
| ---- | -- | --------------------- | ------------------------------- | -------------------- | ---- | --------- | ------- | ----- |
| 1º   | 1  | Jonathan Rea          | Kawasaki Racing                 | Kawasaki ZX-10RR     | 10   | 16'07.436 | 1º      | 12    |
| 2º   | 54 | Toprak Razgatlıoğlu   | Pata Yamaha with Brixx          | Yamaha YZF R1        | 10   | +0.148    | 2º      | 9     |
| 3º   | 22 | Alex Lowes            | Kawasaki Racing                 | Kawasaki ZX-10RR     | 10   | +5.282    | 4º      | 7     |
| 4º   | 55 | Andrea Locatelli      | Pata Yamaha with Brixx          | Yamaha YZF R1        | 10   | +6.643    | 5º      | 6     |
| 5º   | 45 | Scott Redding         | Aruba.it Racing - Ducati        | Ducati Panigale V4 R | 10   | +7.384    | 8º      | 5     |
| 6º   | 60 | Michael van der Mark  | BMW Motorrad                    | BMW M 1000 RR        | 10   | +8.119    | 9º      | 4     |
| 7º   | 19 | Álvaro Bautista       | Team HRC                        | Honda CBR1000 RR-R   | 10   | +9.515    | 14º     | 3     |
| 8º   | 7  | Chaz Davies           | Team GoEleven                   | Ducati Panigale V4 R | 10   | +9.888    | 11º     | 2     |
| 9º   | 91 | Leon Haslam           | Team HRC                        | Honda CBR1000 RR-R   | 10   | +11.325   | 6º      | 1     |
| 10º  | 21 | Michael Ruben Rinaldi | Aruba.it Racing - Ducati        | Ducati Panigale V4 R | 10   | +11.683   | 7º      |       |
| 11º  | 47 | Axel Bassani          | Motocorsa Racing                | Ducati Panigale V4 R | 10   | +11.979   | 13º     |       |
| 12º  | 66 | Tom Sykes             | BMW Motorrad                    | BMW M 1000 RR        | 10   | +12.231   | 3º      |       |
| 13º  | 31 | Garrett Gerloff       | GRT Yamaha                      | Yamaha YZF R1        | 10   | +12.502   | 12º     |       |
| 14º  | 44 | Lucas Mahias          | Kawasaki Puccetti Racing        | Kawasaki ZX-10RR     | 10   | +21.597   | 10º     |       |
| 15º  | 53 | Esteve Rabat          | Barni Racing                    | Ducati Panigale V4 R | 10   | +22.318   | 15º     |       |
| 16º  | 3  | Kōta Nozane           | GRT Yamaha                      | Yamaha YZF R1        | 10   | +25.630   | 18º     |       |
| 17º  | 23 | Christophe Ponsson    | Gil Motor Sport-Yamaha          | Yamaha YZF R1        | 10   | +26.090   | 16º     |       |
| 18º  | 94 | Jonas Folger          | Bonovo MGM Racing               | BMW M 1000 RR        | 10   | +27.204   | 19º     |       |
| 19º  | 36 | Leandro Mercado       | MIE Racing Honda Racing         | Honda CBR1000 RR-R   | 10   | +30.022   | 20º     |       |
| 20º  | 84 | Loris Cresson         | Outdo TPR Team Pedercini Racing | Kawasaki ZX-10RR     | 10   | +33.524   | 21º     |       |

### Ritirato
| Nº | Pilota        | Squadra                  | Motocicletta     | Giri | Griglia |
| -- | ------------- | ------------------------ | ---------------- | ---- | ------- |
| 32 | Isaac Viñales | Orelac Racing VerdNatura | Kawasaki ZX-10RR | 1    | 17º     |

## Superbike gara 2

### Arrivati al traguardo
| Pos. | Nº | Pilota                | Squadra                         | Motocicletta         | Giri | Tempo     | Griglia | Punti |
| ---- | -- | --------------------- | ------------------------------- | -------------------- | ---- | --------- | ------- | ----- |
| 1º   | 54 | Toprak Razgatlıoğlu   | Pata Yamaha with Brixx          | Yamaha YZF R1        | 21   | 34'09.849 | 1º      | 25    |
| 2º   | 1  | Jonathan Rea          | Kawasaki Racing                 | Kawasaki ZX-10RR     | 21   | +2.908    | 2º      | 20    |
| 3º   | 45 | Scott Redding         | Aruba.it Racing - Ducati        | Ducati Panigale V4 R | 21   | +8.406    | 5º      | 16    |
| 4º   | 55 | Andrea Locatelli      | Pata Yamaha with Brixx          | Yamaha YZF R1        | 21   | +10.329   | 4º      | 13    |
| 5º   | 7  | Chaz Davies           | Team GoEleven                   | Ducati Panigale V4 R | 21   | +10.734   | 8º      | 11    |
| 6º   | 19 | Álvaro Bautista       | Team HRC                        | Honda CBR1000 RR-R   | 21   | +11.467   | 7º      | 10    |
| 7º   | 21 | Michael Ruben Rinaldi | Aruba.it Racing - Ducati        | Ducati Panigale V4 R | 21   | +13.901   | 11º     | 9     |
| 8º   | 60 | Michael van der Mark  | BMW Motorrad                    | BMW M 1000 RR        | 21   | +15.640   | 6º      | 8     |
| 9º   | 31 | Garrett Gerloff       | GRT Yamaha                      | Yamaha YZF R1        | 21   | +16.254   | 13º     | 7     |
| 10º  | 66 | Tom Sykes             | BMW Motorrad                    | BMW M 1000 RR        | 21   | +20.911   | 10º     | 6     |
| 11º  | 47 | Axel Bassani          | Motocorsa Racing                | Ducati Panigale V4 R | 21   | +39.410   | 14º     | 5     |
| 12º  | 23 | Christophe Ponsson    | Gil Motor Sport-Yamaha          | Yamaha YZF R1        | 21   | +42.808   | 16º     | 4     |
| 13º  | 44 | Lucas Mahias          | Kawasaki Puccetti Racing        | Kawasaki ZX-10RR     | 21   | +43.057   | 12º     | 3     |
| 14º  | 3  | Kōta Nozane           | GRT Yamaha                      | Yamaha YZF R1        | 21   | +44.106   | 17º     | 2     |
| 15º  | 53 | Esteve Rabat          | Barni Racing                    | Ducati Panigale V4 R | 21   | +48.202   | 15º     | 1     |
| 16º  | 94 | Jonas Folger          | Bonovo MGM Racing               | BMW M 1000 RR        | 21   | +49.557   | 18º     |       |
| 17º  | 36 | Leandro Mercado       | MIE Racing Honda Racing         | Honda CBR1000 RR-R   | 21   | +51.981   | 19º     |       |
| 18º  | 84 | Loris Cresson         | Outdo TPR Team Pedercini Racing | Kawasaki ZX-10RR     | 21   | +1'07.692 | 20º     |       |

### Ritirati
| Nº | Pilota      | Squadra         | Motocicletta       | Giri | Griglia |
| -- | ----------- | --------------- | ------------------ | ---- | ------- |
| 91 | Leon Haslam | Team HRC        | Honda CBR1000 RR-R | 4    | 9º      |
| 22 | Alex Lowes  | Kawasaki Racing | Kawasaki ZX-10RR   | 1    | 3º      |

## Supersport gara 1

### Arrivati al traguardo
| Pos. | Nº | Pilota              | Squadra                            | Motocicletta   | Giri | Tempo     | Griglia | Punti |
| ---- | -- | ------------------- | ---------------------------------- | -------------- | ---- | --------- | ------- | ----- |
| 1º   | 77 | Dominique Aegerter  | Ten Kate Racing Yamaha             | Yamaha YZF R6  | 12   | 20'22.009 | 2º      | 25    |
| 2º   | 4  | Steven Odendaal     | Evan Bros. Yamaha                  | Yamaha YZF R6  | 12   | +0.869    | 13º     | 20    |
| 3º   | 16 | Jules Cluzel        | GMT94 Yamaha                       | Yamaha YZF R6  | 12   | +1.188    | 6º      | 16    |
| 4º   | 81 | Manuel González     | Yamaha ParkinGo                    | Yamaha YZF R6  | 12   | +1.356    | 5º      | 13    |
| 5º   | 29 | Luca Bernardi       | CM Racing                          | Yamaha YZF R6  | 12   | +2.348    | 1º      | 11    |
| 6º   | 94 | Federico Caricasulo | Biblion Iberica Yamaha Motoxracing | Yamaha YZF R6  | 12   | +3.957    | 8º      | 10    |
| 7º   | 5  | Philipp Öttl        | Kawasaki Puccetti Racing           | Kawasaki ZX-6R | 12   | +4.931    | 9º      | 9     |
| 8º   | 61 | Can Öncü            | Kawasaki Puccetti Racing           | Kawasaki ZX-6R | 12   | +5.159    | 11º     | 8     |
| 9º   | 3  | Raffaele De Rosa    | Orelac Racing VerdNatura           | Kawasaki ZX-6R | 12   | +6.565    | 15º     | 7     |
| 10º  | 30 | Andy Verdoïa        | GMT94 Yamaha                       | Yamaha YZF R6  | 12   | +6.869    | 10º     | 6     |
| 11º  | 21 | Randy Krummenacher  | EAB Racing                         | Yamaha YZF R6  | 12   | +7.352    | 19º     | 5     |
| 12º  | 34 | Kevin Manfredi      | Altogo Racing                      | Yamaha YZF R6  | 12   | +9.000    | 7º      | 4     |
| 13º  | 42 | Stéphane Frossard   | Moto Team Jura Vitesse             | Yamaha YZF R6  | 12   | +13.891   | 17º     | 3     |
| 14º  | 40 | Unai Orradre        | Yamaha MS Racing                   | Yamaha YZF R6  | 12   | +14.146   | 12º     | 2     |
| 15º  | 38 | Hannes Soomer       | Kallio Racing                      | Yamaha YZF R6  | 12   | +16.784   | 24º     | 1     |
| 16º  | 22 | Federico Fuligni    | VFT Racing                         | Yamaha YZF R6  | 12   | +17.134   | 14º     |       |
| 17º  | 24 | Leonardo Taccini    | Orelac Racing VerdNatura           | Kawasaki ZX-6R | 12   | +23.338   | 25º     |       |
| 18º  | 25 | Marcel Brenner      | VFT Racing                         | Yamaha YZF R6  | 12   | +23.485   | 18º     |       |
| 19º  | 31 | Daniel Valle        | Yamaha MS Racing                   | Yamaha YZF R6  | 12   | +24.643   | 22º     |       |
| 20º  | 96 | David Sanchis       | WRP Wepol Racing                   | Yamaha YZF R6  | 12   | +25.864   | 23º     |       |
| 21º  | 6  | María Herrera       | Biblion Iberica Yamaha Motoxracing | Yamaha YZF R6  | 12   | +35.114   | 27º     |       |
| 22º  | 71 | Christoffer Bergman | Wojcik Racing                      | Yamaha YZF R6  | 12   | +37.260   | 21º     |       |
| 23º  | 2  | Luigi Montella      | Chiodo Moto Racing                 | Yamaha YZF R6  | 12   | +37.468   | 30º     |       |
| 24º  | 69 | Eduardo Montero     | DK Motorsport                      | Yamaha YZF R6  | 12   | +52.638   | 31º     |       |

### Ritirati
| Nº | Pilota                | Squadra                           | Motocicletta     | Giri | Griglia |
| -- | --------------------- | --------------------------------- | ---------------- | ---- | ------- |
| 66 | Niki Tuuli            | MV Agusta Corse Clienti           | MV Agusta F3 675 | 7    | 3º      |
| 95 | Vertti Takala         | Kallio Racing                     | Yamaha YZF R6    | 7    | 26º     |
| 56 | Péter Sebestyén       | Evan Bros. Yamaha                 | Yamaha YZF R6    | 5    | 16º     |
| 55 | Galang Hendra Pratama | Ten Kate Racing Yamaha            | Yamaha YZF R6    | 2    | 28º     |
| 20 | Vincent Falcone       | TFC Racing                        | Yamaha YZF R6    | 1    | 29º     |
| 53 | Valentin Debise       | GMT94 Yamaha                      | Yamaha YZF R6    | 0    | 4º      |
| 84 | Michel Fabrizio       | G.A.P. Motozoo Racing by Puccetti | Kawasaki ZX-6R   | 0    | 20º     |

## Supersport gara 2

### Arrivati al traguardo
| Pos. | Nº | Pilota                | Squadra                            | Motocicletta     | Giri | Tempo     | Griglia | Punti |
| ---- | -- | --------------------- | ---------------------------------- | ---------------- | ---- | --------- | ------- | ----- |
| 1º   | 81 | Manuel González       | Yamaha ParkinGo                    | Yamaha YZF R6    | 12   | 20'23.172 | 4º      | 25    |
| 2º   | 77 | Dominique Aegerter    | Ten Kate Racing Yamaha             | Yamaha YZF R6    | 12   | +0.155    | 2º      | 20    |
| 3º   | 61 | Can Öncü              | Kawasaki Puccetti Racing           | Kawasaki ZX-6R   | 12   | +1.438    | 10º     | 16    |
| 4º   | 5  | Philipp Öttl          | Kawasaki Puccetti Racing           | Kawasaki ZX-6R   | 12   | +1.633    | 8º      | 13    |
| 5º   | 66 | Niki Tuuli            | MV Agusta Corse Clienti            | MV Agusta F3 675 | 12   | +1.964    | 3º      | 11    |
| 6º   | 4  | Steven Odendaal       | Evan Bros. Yamaha                  | Yamaha YZF R6    | 12   | +2.900    | 12º     | 10    |
| 7º   | 94 | Federico Caricasulo   | Biblion Iberica Yamaha Motoxracing | Yamaha YZF R6    | 12   | +3.243    | 7º      | 9     |
| 8º   | 30 | Andy Verdoïa          | GMT94 Yamaha                       | Yamaha YZF R6    | 12   | +6.303    | 9º      | 8     |
| 9º   | 3  | Raffaele De Rosa      | Orelac Racing VerdNatura           | Kawasaki ZX-6R   | 12   | +6.626    | 14º     | 7     |
| 10º  | 56 | Péter Sebestyén       | Evan Bros. Yamaha                  | Yamaha YZF R6    | 12   | +6.893    | 15º     | 6     |
| 11º  | 34 | Kevin Manfredi        | Altogo Racing                      | Yamaha YZF R6    | 12   | +8.458    | 6º      | 5     |
| 12º  | 42 | Stéphane Frossard     | Moto Team Jura Vitesse             | Yamaha YZF R6    | 12   | +10.976   | 16º     | 4     |
| 13º  | 71 | Christoffer Bergman   | Wojcik Racing                      | Yamaha YZF R6    | 12   | +12.899   | 19º     | 3     |
| 14º  | 21 | Randy Krummenacher    | EAB Racing                         | Yamaha YZF R6    | 12   | +13.021   | 18º     | 2     |
| 15º  | 22 | Federico Fuligni      | VFT Racing                         | Yamaha YZF R6    | 12   | +14.119   | 13º     | 1     |
| 16º  | 25 | Marcel Brenner        | VFT Racing                         | Yamaha YZF R6    | 12   | +15.252   | 17º     |       |
| 17º  | 38 | Hannes Soomer         | Kallio Racing                      | Yamaha YZF R6    | 12   | +17.200   | 22º     |       |
| 18º  | 96 | David Sanchis         | WRP Wepol Racing                   | Yamaha YZF R6    | 12   | +17.801   | 21º     |       |
| 19º  | 6  | María Herrera         | Biblion Iberica Yamaha Motoxracing | Yamaha YZF R6    | 12   | +20.769   | 25º     |       |
| 20º  | 55 | Galang Hendra Pratama | Ten Kate Racing Yamaha             | Yamaha YZF R6    | 12   | +28.167   | 26º     |       |
| 21º  | 2  | Luigi Montella        | Chiodo Moto Racing                 | Yamaha YZF R6    | 12   | +28.421   | 27º     |       |
| 22º  | 31 | Daniel Valle          | Yamaha MS Racing                   | Yamaha YZF R6    | 12   | +28.962   | 20º     |       |
| 23º  | 24 | Leonardo Taccini      | Orelac Racing VerdNatura           | Kawasaki ZX-6R   | 12   | +39.827   | 23º     |       |
| 24º  | 40 | Unai Orradre          | Yamaha MS Racing                   | Yamaha YZF R6    | 12   | +46.769   | 11º     |       |
| 25º  | 69 | Eduardo Montero       | DK Motorsport                      | Yamaha YZF R6    | 12   | +49.721   | 28º     |       |

### Ritirati
| Nº | Pilota        | Squadra       | Motocicletta  | Giri | Griglia |
| -- | ------------- | ------------- | ------------- | ---- | ------- |
| 95 | Vertti Takala | Kallio Racing | Yamaha YZF R6 | 9    | 24º     |
| 29 | Luca Bernardi | CM Racing     | Yamaha YZF R6 | 0    | 1º      |
| 16 | Jules Cluzel  | GMT94 Yamaha  | Yamaha YZF R6 | 0    | 5º      |

## Supersport 300 gara 1

### Arrivati al traguardo
| Pos. | Nº | Pilota                 | Squadra                                  | Motocicletta       | Giri | Tempo     | Griglia | Punti |
| ---- | -- | ---------------------- | ---------------------------------------- | ------------------ | ---- | --------- | ------- | ----- |
| 1º   | 99 | Adrián Huertas         | MTM Kawasaki                             | Kawasaki Ninja 400 | 13   | 24'38.263 | 1º      | 25    |
| 2º   | 69 | Tom Booth-Amos         | Fusport - Rt Motorsports by SKM Kawasaki | Kawasaki Ninja 400 | 13   | +0.588    | 2º      | 20    |
| 3º   | 46 | Samuel Di Sora         | Leader Team Flembbo                      | Kawasaki Ninja 400 | 13   | +0.810    | 4º      | 16    |
| 4º   | 20 | Dorren Loureiro        | Fusport - Rt Motorsports by SKM Kawasaki | Kawasaki Ninja 400 | 13   | +3.564    | 6º      | 13    |
| 5º   | 88 | Daniel Mogeda          | Team#109 Kawasaki                        | Kawasaki Ninja 400 | 13   | +3.711    | 13º     | 11    |
| 6º   | 58 | Iñigo Iglesias         | SMW Racing                               | Kawasaki Ninja 400 | 13   | +8.307    | 5º      | 10    |
| 7º   | 80 | Gabriele Mastroluca    | ProGP Racing                             | Yamaha YZF-R3      | 13   | +13.013   | 8º      | 9     |
| 8º   | 72 | Victor Steeman         | Freudenberg KTM                          | KTM RC 390 R       | 13   | +13.330   | 12º     | 8     |
| 9º   | 87 | Eliton Gohara Kawakami | AD78 Team Brasil by MS Racing            | Yamaha YZF-R3      | 13   | +13.544   | 21º     | 7     |
| 10º  | 73 | José Pérez González    | Accolade Smrz Racing                     | Kawasaki Ninja 400 | 13   | +13.640   | 7º      | 6     |
| 11º  | 83 | Meikon Kawakami        | AD78 Team Brasil by MS Racing            | Yamaha YZF-R3      | 13   | +15.979   | 17º     | 5     |
| 12º  | 17 | Koen Meuffels          | MTM Kawasaki                             | Kawasaki Ninja 400 | 13   | +18.380   | 18º     | 4     |
| 13º  | 11 | Ana Carrasco           | Kawasaki Provec                          | Kawasaki Ninja 400 | 13   | +18.643   | 16º     | 3     |
| 14º  | 77 | Ruben Bijman           | Machado Came                             | Yamaha YZF-R3      | 13   | +18.757   | 20º     | 2     |
| 15º  | 25 | Dean Berta             | Vinales Racing                           | Yamaha YZF-R3      | 13   | +19.009   | 14º     | 1     |
| 16º  | 59 | Alessandro Zanca       | Kawasaki GP Project                      | Kawasaki Ninja 400 | 13   | +25.549   | 26º     |       |
| 17º  | 26 | Mirko Gennai           | Brcorse                                  | Yamaha YZF-R3      | 13   | +25.663   | 32º     |       |
| 18º  | 44 | Christian Stange       | 2R Racing                                | Kawasaki Ninja 400 | 13   | +25.817   | 29º     |       |
| 19º  | 85 | Kevin Sabatucci        | Kawasaki GP Project                      | Kawasaki Ninja 400 | 13   | +25.919   | 42º     |       |
| 20º  | 41 | Marc García            | Prodina Team                             | Kawasaki Ninja 400 | 13   | +26.070   | 23º     |       |
| 21º  | 52 | Oliver König           | Movisio by MIE                           | Kawasaki Ninja 400 | 13   | +27.154   | 31º     |       |
| 22º  | 93 | Marco Gaggi            | Biblion Yamaha Motoxracing               | Yamaha YZF-R3      | 13   | +29.775   | 25º     |       |
| 23º  | 23 | Sylvain Markarian      | Leader Team Flembbo                      | Kawasaki Ninja 400 | 13   | +31.612   | 33º     |       |
| 24º  | 35 | Yeray Saiz Marquez     | Vinales Racing                           | Yamaha YZF-R3      | 13   | +31.760   | 35º     |       |
| 25º  | 1  | Jeffrey Buis           | MTM Kawasaki                             | Kawasaki Ninja 400 | 13   | +44.034   | 3º      |       |
| 26º  | 62 | Alexy Negrier          | Alexy Moto Racing                        | Yamaha YZF-R3      | 13   | +49.611   | 37º     |       |
| 27º  | 63 | Diego Poncet           | PMT Evolution                            | Kawasaki Ninja 400 | 13   | +49.749   | 36º     |       |
| 28º  | 55 | Antonio Frappola       | Chiodo Moto Racing                       | Kawasaki Ninja 400 | 13   | +49.979   | 39º     |       |
| 29º  | 15 | Alfonso Coppola        | Team Trasimeno                           | Yamaha YZF-R3      | 13   | +50.388   | 34º     |       |
| 30º  | 18 | Indy Offer             | SMW Racing                               | Kawasaki Ninja 400 | 13   | +1'23.142 | 41º     |       |
| 31º  | 22 | Joel Romero            | SMW Racing                               | Kawasaki Ninja 400 | 13   | +1'32.366 | 40º     |       |

### Ritirati
| Nº | Pilota            | Squadra                                  | Motocicletta       | Giri | Griglia |
| -- | ----------------- | ---------------------------------------- | ------------------ | ---- | ------- |
| 61 | Yuta Okaya        | MTM Kawasaki                             | Kawasaki Ninja 400 | 10   | 10º     |
| 54 | Bahattin Sofuoğlu | Biblion Yamaha Motoxracing               | Yamaha YZF-R3      | 9    | 9º      |
| 21 | Vicente Pérez     | Machado Came                             | Yamaha YZF-R3      | 9    | 30º     |
| 79 | Adrien Quinet     | Machado Came                             | Yamaha YZF-R3      | 9    | 38º     |
| 28 | Yeray Ruiz        | Yamaha MS Racing                         | Yamaha YZF-R3      | 8    | 28º     |
| 53 | Petr Svoboda      | WRP Wepol Racing                         | Yamaha YZF-R3      | 8    | 27º     |
| 19 | Víctor Rodríguez  | Accolade Smrz Racing                     | Kawasaki Ninja 400 | 6    | 15º     |
| 7  | Johan Gimbert     | Outdo TPR Team Pedercini Racing          | Kawasaki Ninja 400 | 5    | 19º     |
| 2  | Alejandro Carrión | Kawasaki GP Project                      | Kawasaki Ninja 400 | 2    | 24º     |
| 43 | Harry Khouri      | Fusport - Rt Motorsports by SKM Kawasaki | Kawasaki Ninja 400 | 2    | 22º     |
| 64 | Hugo De Cancellis | Prodina Team                             | Kawasaki Ninja 400 | 1    | 11º     |

## Supersport 300 gara 2

### Arrivati al traguardo
| Pos. | Nº | Pilota              | Squadra                                  | Motocicletta       | Giri | Tempo     | Griglia | Punti |
| ---- | -- | ------------------- | ---------------------------------------- | ------------------ | ---- | --------- | ------- | ----- |
| 1º   | 99 | Adrián Huertas      | MTM Kawasaki                             | Kawasaki Ninja 400 | 13   | 24'51.985 | 1º      | 25    |
| 2º   | 69 | Tom Booth-Amos      | Fusport - Rt Motorsports by SKM Kawasaki | Kawasaki Ninja 400 | 13   | +0.326    | 2º      | 20    |
| 3º   | 1  | Jeffrey Buis        | MTM Kawasaki                             | Kawasaki Ninja 400 | 13   | +0.446    | 3º      | 16    |
| 4º   | 25 | Dean Berta          | Vinales Racing                           | Yamaha YZF-R3      | 13   | +0.892    | 14º     | 13    |
| 5º   | 61 | Yuta Okaya          | MTM Kawasaki                             | Kawasaki Ninja 400 | 13   | +1.056    | 10º     | 11    |
| 6º   | 80 | Gabriele Mastroluca | ProGP Racing                             | Yamaha YZF-R3      | 13   | +1.584    | 8º      | 10    |
| 7º   | 28 | Yeray Ruiz          | Yamaha MS Racing                         | Yamaha YZF-R3      | 13   | +1.805    | 28º     | 9     |
| 8º   | 58 | Iñigo Iglesias      | SMW Racing                               | Kawasaki Ninja 400 | 13   | +2.050    | 5º      | 8     |
| 9º   | 20 | Dorren Loureiro     | Fusport - Rt Motorsports by SKM Kawasaki | Kawasaki Ninja 400 | 13   | +4.412    | 6º      | 7     |
| 10º  | 88 | Daniel Mogeda       | Team#109 Kawasaki                        | Kawasaki Ninja 400 | 13   | +4.665    | 13º     | 6     |
| 11º  | 11 | Ana Carrasco        | Kawasaki Provec                          | Kawasaki Ninja 400 | 13   | +5.001    | 16º     | 5     |
| 12º  | 46 | Samuel Di Sora      | Leader Team Flembbo                      | Kawasaki Ninja 400 | 13   | +5.077    | 4º      | 4     |
| 13º  | 72 | Victor Steeman      | Freudenberg KTM                          | KTM RC 390 R       | 13   | +5.360    | 12º     | 3     |
| 14º  | 26 | Mirko Gennai        | Brcorse                                  | Yamaha YZF-R3      | 13   | +12.952   | 32º     | 2     |
| 15º  | 41 | Marc García         | Prodina Team                             | Kawasaki Ninja 400 | 13   | +13.452   | 23º     | 1     |
| 16º  | 77 | Ruben Bijman        | Machado Came                             | Yamaha YZF-R3      | 13   | +13.514   | 20º     |       |
| 17º  | 85 | Kevin Sabatucci     | Kawasaki GP Project                      | Kawasaki Ninja 400 | 13   | +13.739   | 41º     |       |
| 18º  | 53 | Petr Svoboda        | WRP Wepol Racing                         | Yamaha YZF-R3      | 13   | +13.893   | 27º     |       |
| 19º  | 59 | Alessandro Zanca    | Kawasaki GP Project                      | Kawasaki Ninja 400 | 13   | +14.145   | 26º     |       |
| 20º  | 2  | Alejandro Carrión   | Kawasaki GP Project                      | Kawasaki Ninja 400 | 13   | +14.332   | 24º     |       |
| 21º  | 23 | Sylvain Markarian   | Leader Team Flembbo                      | Kawasaki Ninja 400 | 13   | +14.619   | 33º     |       |
| 22º  | 52 | Oliver König        | Movisio by MIE                           | Kawasaki Ninja 400 | 13   | +14.726   | 31º     |       |
| 23º  | 7  | Johan Gimbert       | Outdo TPR Team Pedercini Racing          | Kawasaki Ninja 400 | 13   | +19.469   | 19º     |       |
| 24º  | 15 | Alfonso Coppola     | Team Trasimeno                           | Yamaha YZF-R3      | 13   | +20.023   | 34º     |       |
| 25º  | 35 | Yeray Saiz Marquez  | Vinales Racing                           | Yamaha YZF-R3      | 13   | +20.173   | 35º     |       |
| 26º  | 19 | Víctor Rodríguez    | Accolade Smrz Racing                     | Kawasaki Ninja 400 | 13   | +32.945   | 15º     |       |
| 27º  | 79 | Adrien Quinet       | Machado Came                             | Yamaha YZF-R3      | 13   | +35.974   | 37º     |       |
| 28º  | 62 | Alexy Negrier       | Alexy Moto Racing                        | Yamaha YZF-R3      | 13   | +36.423   | 42º     |       |
| 29º  | 55 | Antonio Frappola    | Chiodo Moto Racing                       | Kawasaki Ninja 400 | 13   | +36.605   | 38º     |       |
| 30º  | 44 | Christian Stange    | 2R Racing                                | Kawasaki Ninja 400 | 13   | +38.746   | 29º     |       |
| 31º  | 22 | Joel Romero         | SMW Racing                               | Kawasaki Ninja 400 | 13   | +52.722   | 39º     |       |
| 32º  | 63 | Diego Poncet        | PMT Evolution                            | Kawasaki Ninja 400 | 13   | +1'02.001 | 36º     |       |
| 33º  | 18 | Indy Offer          | SMW Racing                               | Kawasaki Ninja 400 | 13   | +1'09.632 | 40º     |       |

### Ritirati
| Nº | Pilota                 | Squadra                                  | Motocicletta       | Giri | Griglia |
| -- | ---------------------- | ---------------------------------------- | ------------------ | ---- | ------- |
| 87 | Eliton Gohara Kawakami | AD78 Team Brasil by MS Racing            | Yamaha YZF-R3      | 12   | 21º     |
| 54 | Bahattin Sofuoğlu      | Biblion Yamaha Motoxracing               | Yamaha YZF-R3      | 11   | 9º      |
| 73 | José Pérez González    | Accolade Smrz Racing                     | Kawasaki Ninja 400 | 9    | 7º      |
| 21 | Vicente Pérez          | Machado Came                             | Yamaha YZF-R3      | 7    | 30º     |
| 64 | Hugo De Cancellis      | Prodina Team                             | Kawasaki Ninja 400 | 5    | 11º     |
| 17 | Koen Meuffels          | MTM Kawasaki                             | Kawasaki Ninja 400 | 3    | 18º     |
| 93 | Marco Gaggi            | Biblion Yamaha Motoxracing               | Yamaha YZF-R3      | 2    | 25º     |
| 83 | Meikon Kawakami        | AD78 Team Brasil by MS Racing            | Yamaha YZF-R3      | 2    | 17º     |
| 43 | Harry Khouri           | Fusport - Rt Motorsports by SKM Kawasaki | Kawasaki Ninja 400 | 0    | 22º     |